# Danthonia
Danthonia là một chi thực vật có hoa trong họ Hòa thảo (Poaceae).

## Loài
Chi Danthonia gồm các loài: